# Lễ hội bia

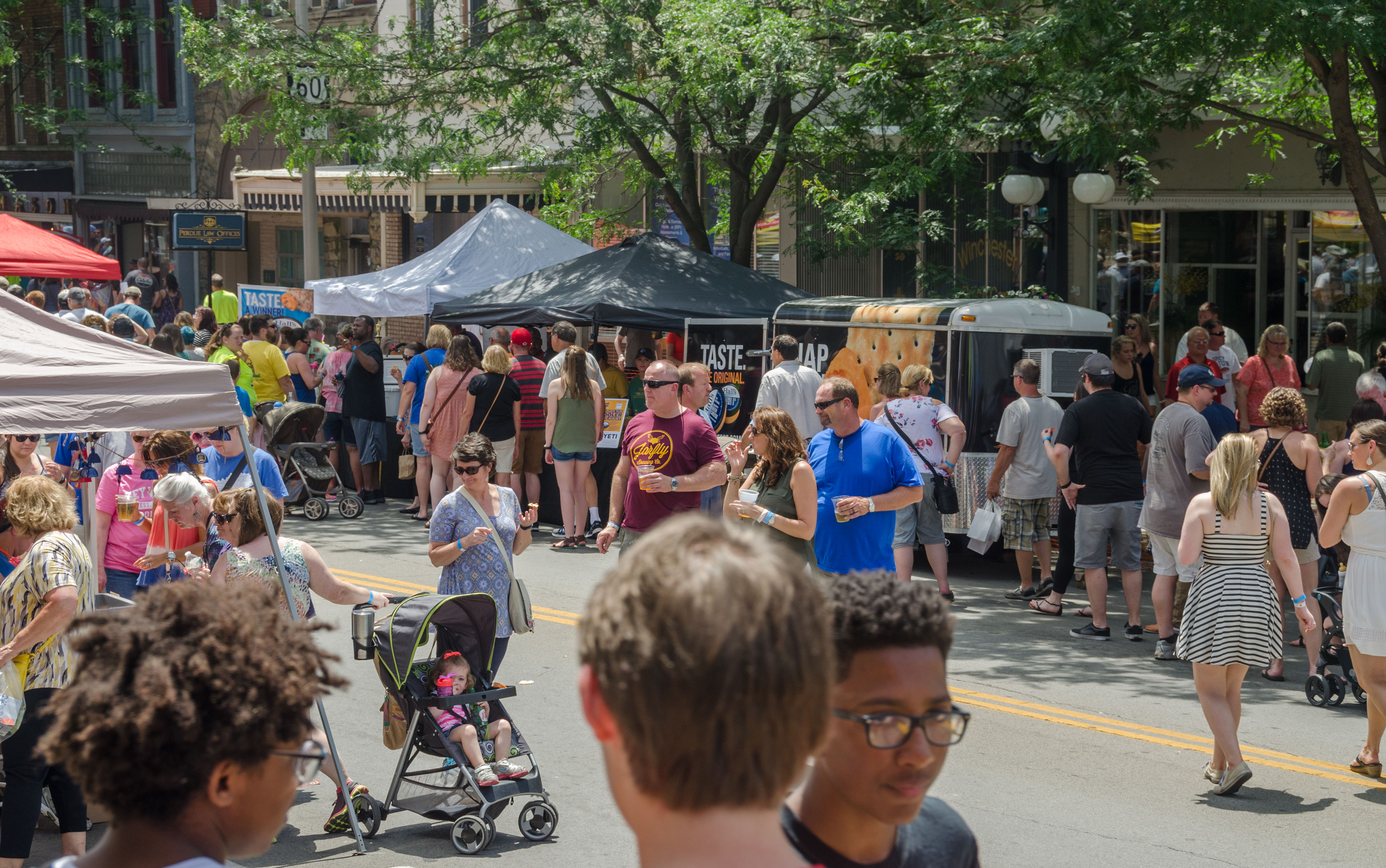
Một lễ hội bia ở Kentucky

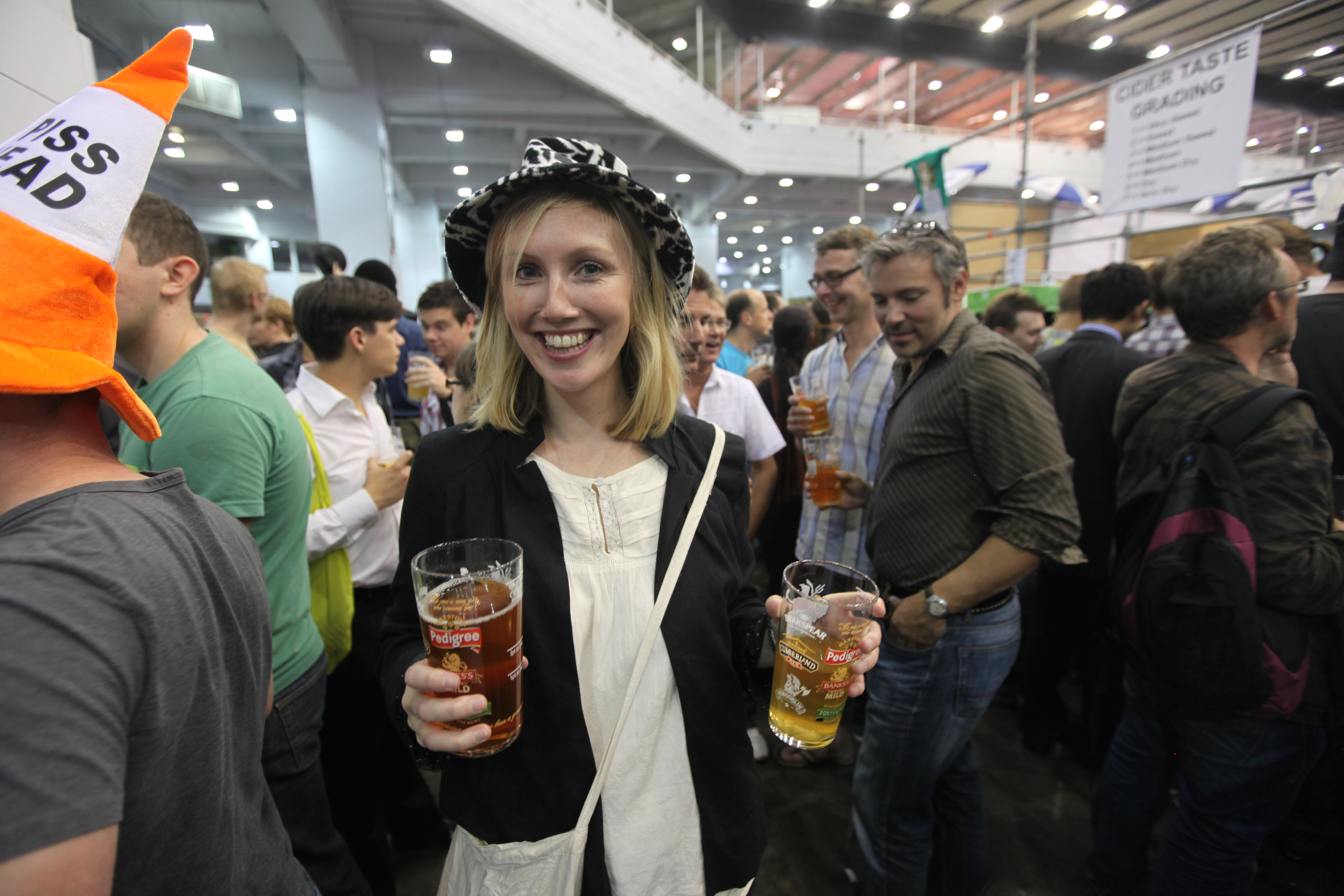
Lễ hội bia ở Anh

Lễ hội bia (Beer festival) là một sự kiện, lễ hội mà người ta bày bán tập trung nhiều loại bia để du khách, khách thập phương tụ tập mua và thưởng thức các loại bia. Lễ hội bia có thể có một chủ đề, ví dụ như các loại bia đặc sản từ một vùng miền, địa phương hoặc một phong cách nấu bia độc đáo như bia mùa đông. Nước Đức có truyền thống lâu đời về nhiều lễ hội không chỉ là lễ hội bia. Thông thường, chúng không chỉ là "sự kiện uống bia", mà còn là hội chợ vui chơi và lễ hội dân gian. Nhiều lễ hội trong số đó được tổ chức trong nhiều thế kỷ và có nguồn gốc từ các hội chợ giáo xứ, họp chợ và hội chợ thương mại hoặc các lý do lịch sử khác. Ở một số vùng của Đức, đặc biệt là ở Tây Nam Đức, các hội chợ vui chơi có liên quan nhiều hơn đến rượu vang hơn là lễ hội bia. Người ta thường nói rằng lễ hội bia lớn nhất thế giới là Lễ hội tháng Mười (Oktoberfest) ở Đức, mặc dù một số người cho rằng thực tế đó là lễ hội dân gian, chứ thực sự không phải lễ hội bia.

## Trên thế giới

### Ở Đức

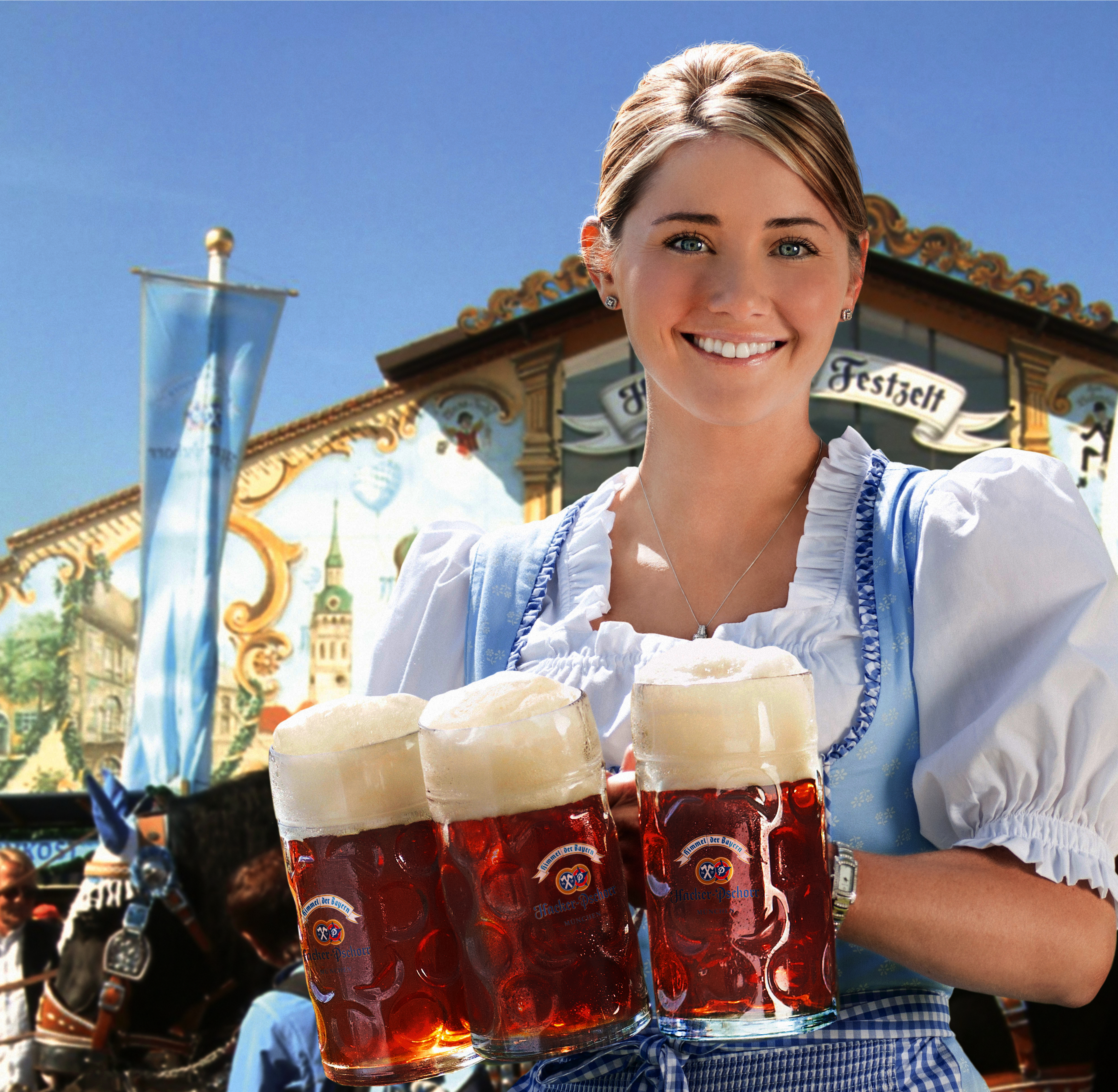
Một cô bồi bàn trong Lễ hội bia

Ở Đức, Lễ hội tháng Mười (Oktoberfest) được tổ chức trên khu đồng cỏ Theresienwiese tại München, Bayern thuộc Đức là một trong những lễ hội lớn nhất thế giới trong khoảng 16 đến 18 ngày bắt đầu từ giữa hoặc cuối tháng 9 đến cuối tuần đầu tiên của tháng 10, hằng năm có trên 6 triệu người đến tham dự. Các hãng bia ở thủ đô Muy-ních (München) sản xuất một loại bia đặc biệt với thành phần mạch nha và hoa bia nhiều hơn (vì thế mà nồng độ cồn cũng cao hơn) phục vụ cho lễ hội này. Trong sự kiện này, số lượng lớn bia được tiêu thụ trong suốt lễ hội kéo dài 16 ngày vào năm 2013 là 7,7 triệu lít. Du khách cũng có thể tận hưởng nhiều điểm tham quan, chẳng hạn như các hoạt động vui chơi giải trí, trò chơi ngoài trời và trò chơi trong nhà. Ngoài ra còn có một loạt các loại thức ăn truyền thống như xúc xích Đức các loại.
Lễ hội bia lớn thứ hai ở Đức và có lẽ là ở châu Âu là Cannstatter Volksfest, được tổ chức tại Cannstatter Wasen ở quận Bad Canstatt của Stuttgart ở nước Đức. Lễ hội này bắt đầu muộn hơn một tuần và có tính chất rất giống với lễ hội mùa đông Oktoberfest. Lễ hội Cannstatter Volksfest này ngày càng được ưa chuộng và ngày càng có nhiều người từ khắp nơi trên thế giới đến tham dự lễ hội Cannstatter Volksfest hàng năm. Nhiều nơi có lễ hội bia được gọi là "Oktoberfest", nhưng nếu xét riêng thì tên gọi này thường được hiểu là sự kiện ở Munich. Các lễ hội bia nhỏ hơn tương tự như Oktoberfest rất phổ biến ở Đức và diễn ra quanh năm ở hầu hết các thành phố lớn của Đức.  
Một lễ hội lớn khác của Bavaria là Gäubodenvolksfest ở Straubing. Lễ hội này tương tự như Oktoberfest nhưng có lịch sử riêng và không phải là bản sao của Oktoberfest, cũng như Barthelmarkt của Manching, thậm chí có từ thời La Mã. Các lễ hội lớn khác ở Bavaria là Nürnberg Volksfeste vào mùa xuân và mùa thu, Fürth Michaeliskirchweih (được tổ chức từ thế kỷ XII) và Bergkirchweih ở Erlangen, nơi có vườn bia ngoài trời lớn nhất châu Âu. Các lễ hội bia khác bao gồm Hanover Schützenfest, Freimarkt ở Bremen, Hamburger Dom, Stuttgarter Frühlingsfest, Cranger Funfair, Düsseldorf Funfair. Giống như Oktoberfest và Cannstatter Volksfest, hầu hết các lễ hội bia Đức cũng là funfair. Chúng được gọi là "Volksfest" (lễ hội dành cho mọi người) và rất nhiều ở Đức. Một lễ hội mới nổi ở Berlin tự hào có vườn bia dài nhất thế giới. Lễ hội bia quốc tế Berlin quy tụ hơn 2.100 loại bia khác nhau từ 86 quốc gia. Một số lễ hội diễn ra muộn hơn lễ hội Oktoberfest. Một số lễ hội bia nhỏ khác được tổ chức trên khắp nước Đức trong suốt cả năm.

### Ở Séc

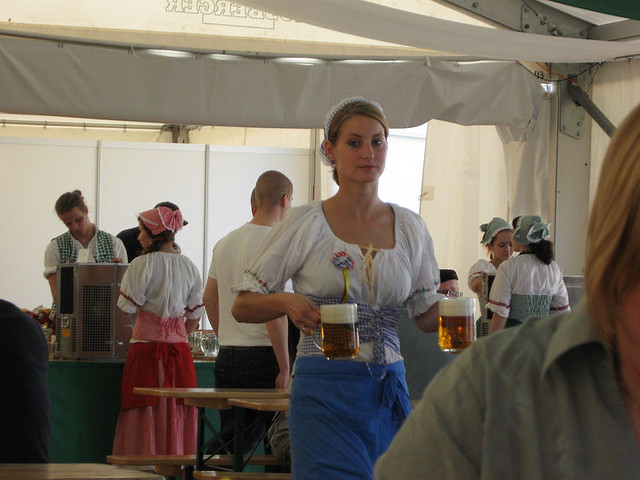
Nữ bồi bàn trong Lễ hội bia Séc

Lễ hội Bia Séc (Český pivní festival) là lễ hội bia lớn nhất ở Cộng hòa Séc diễn ra trong vòng 17 ngày (vào tháng 5 hàng năm) tại Thủ đô Praha Sự kiện trưng bày khoảng 120 loại bia khác nhau, bao gồm 70 thương hiệu bia của Séc và khoảng 50 hãng bia nước ngoài khác (đặc biệt là những thương hiệu đến từ Hoa Kỳ và Vương quốc Anh) được tổ chức ở nơi có sức chứa lên đến 10.000 chỗ ngồi và đội ngũ nhân viên phục vụ gồm hơn 200 cô gái và chàng trai bồi bàn mặc trang phục truyền thống của Cộng hòa Séc. Lễ hội bia ở Cộng hòa Séc đã gây được tiếng vang trên toàn Thế giới, do đó một số Quốc gia quyết định tổ chức những phiên bản thu nhỏ của lễ hội này ngay đất nước của họ. Phiên bản đầu tiên được tổ chức vào tháng 9 năm 2010 tại Thành Phố Frankfurt, Đức, năm tiếp theo đã lan rộng đến Thủ đô Berlin, Đức và Thủ đô Moskva, Liên Bang Nga. Phiên bản lớn nhất diễn ra ở Moskva trong công viên VDNKh (Vystavka dostizheniy narodnogo khozyaystva), với sức chứa lên đến 10.000 chỗ ngồi. Năm 2013, những phiên bản thu nhỏ của lễ hội này lần đầu tiên ra mắt tại Thành phố Chicago và Thành phố New York.

### Ở Anh
Lễ hội bia ở Anh tập trung vào thưởng thức các loại bia tươi, mặc dù bia đóng chai và bia táo thường được đưa vào phục vụ. Ngoài ra còn có sự nhấn mạnh về tính đa dạng cũng như khối lượng. Lễ hội có thể được tổ chức từ các quán rượu (pub), nhà máy bia, các tổ chức xã hội và thể thao hoặc tổ chức từ thiện. Lễ hội CAMRA do các tình nguyện viên điều hành theo chỉ đạo của các chi nhánh địa phương và phí vào cửa được giảm hoặc miễn cho các thành viên CAMRA. Lễ hội quán rượu sử dụng nhân viên pha chế chuyên nghiệp và thường không có phí vào cửa. Các lễ hội bia Anh lớn hơn thường được tổ chức tại các địa điểm trong nhà lớn (Kensington Olympia). Các thùng bia từ các nhà máy bia khác nhau, lên tới hàng trăm thùng, được đặt trên phòng chưng cất phía sau các dãy bàn có giá đỡ. Nhân viên phục vụ bia trực tiếp từ thùng và nhận thanh toán bằng tiền mặt hoặc tiền xu mua tại lối vào. Thường có đồ ăn và các hoạt động giải trí và trò chơi như nhạc sống, đố vui tại quán rượu. Các lễ hội có quy mô vừa thường được tổ chức tại hội trường họp hoặc lều bạt. Bao gồm các lễ hội do các chi nhánh CAMRA địa phương, câu lạc bộ Bàn tròn hoặc các câu lạc bộ và tổ chức từ thiện khác tổ chức. Chúng có thể theo chủ đề, nhấn mạnh vào các loại bia từ một vùng nhất định hoặc theo một phong cách cụ thể, ví dụ, Lễ hội bia Anh quốc vĩ đại mùa đông.

### Châu Á
Ở châu Á, Singapore tổ chức Lễ hội bia thường niên mang tên Beerfest Asia được tổ chức vào tháng 6 hằng năm. Lần đầu tiên được tổ chức vào năm 2008 và thu hút hơn 30.000 người yêu thích bia. Ở Khu du lịch Bà Nà thuộc Việt Nam thì Lễ hội bia B’estival đã tổ chức Kỷ lục Việt Nam trao tặng kỷ lục: “Lễ hội bia có số lượng người tham gia đông nhất Việt Nam”, lễ hội này được tổ chức từ tháng 5 đến tháng 9 hàng năm. Ở Bắc Triều Tiên thì vào tháng 8 năm 2016, nhà máy bia Taedonggang khai mạc lễ hội bia đầu tiên tại nước này (Bia ở Bắc Triều Tiên). Lễ hội năm 2017 tiếp đó đã bị hủy bỏ, nguyên nhân có thể là do hạn hán.

## Hình ảnh

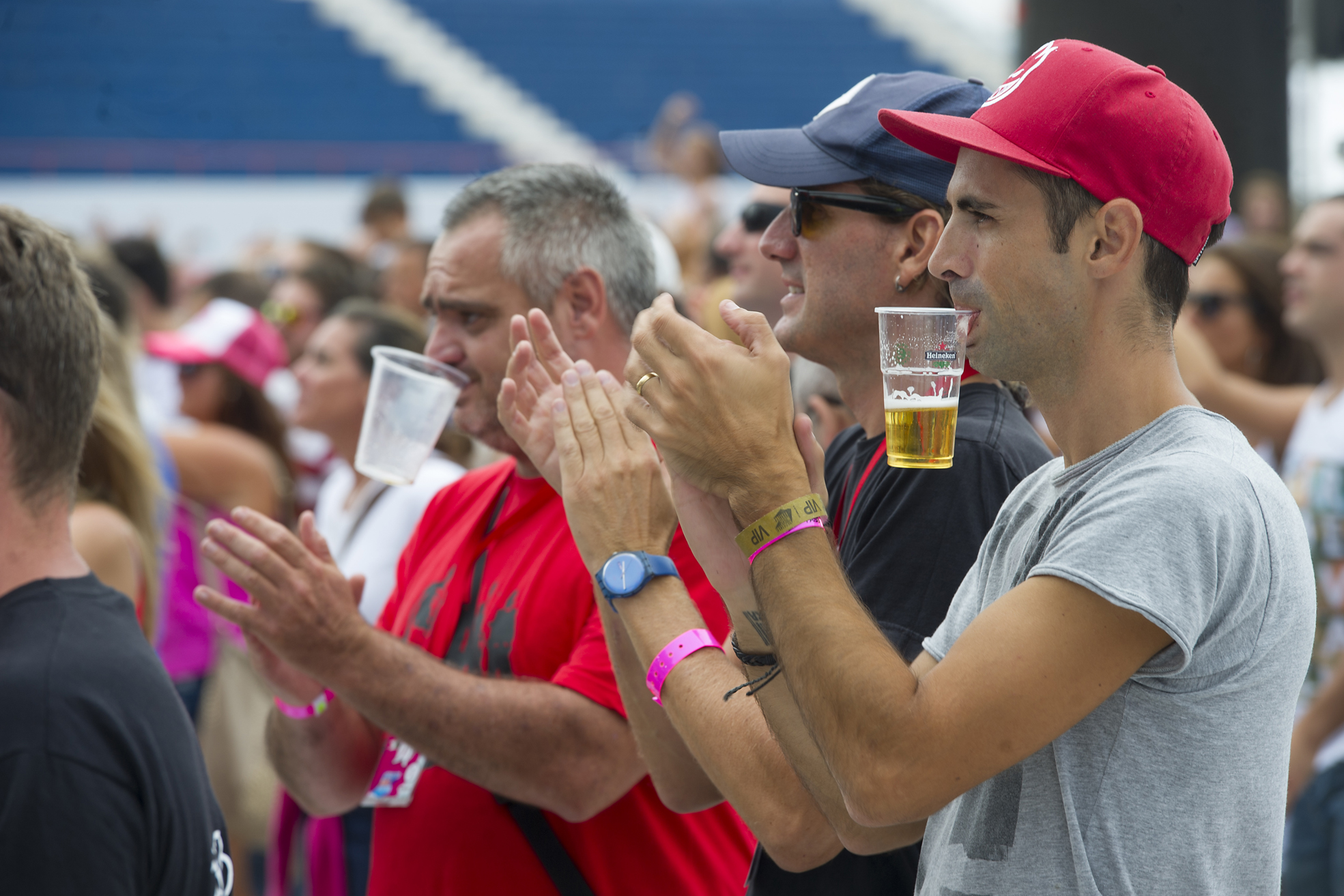
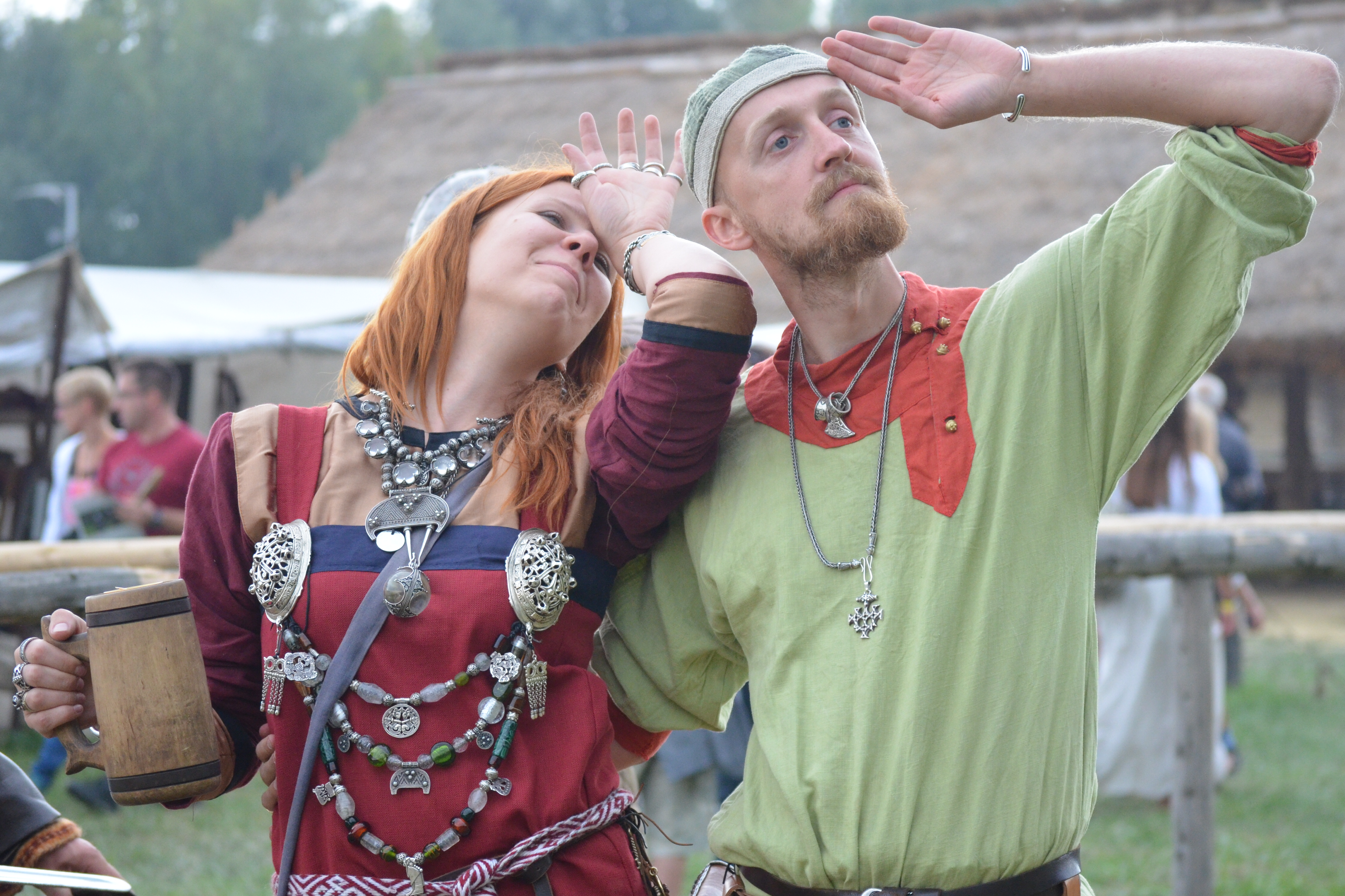
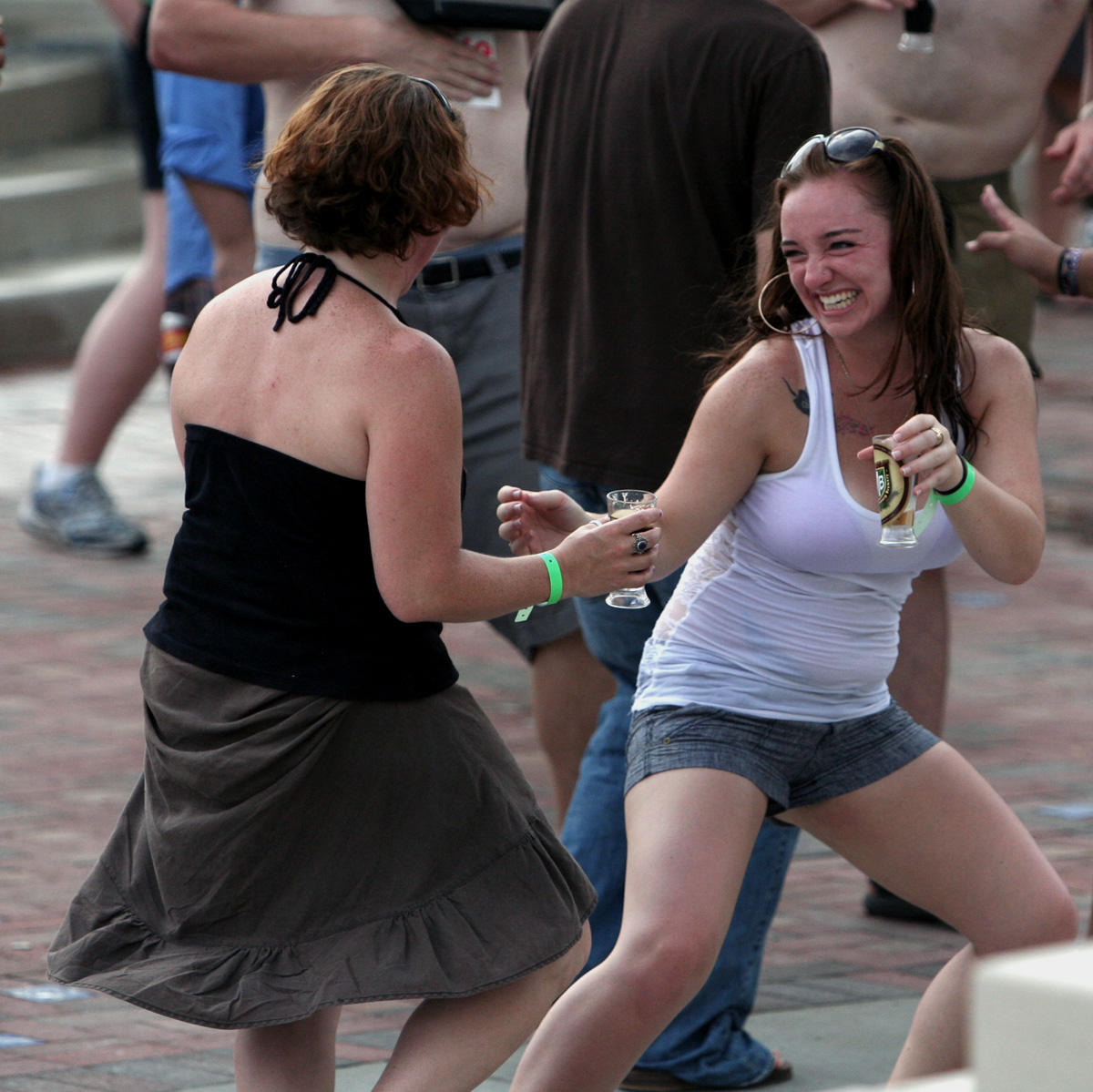
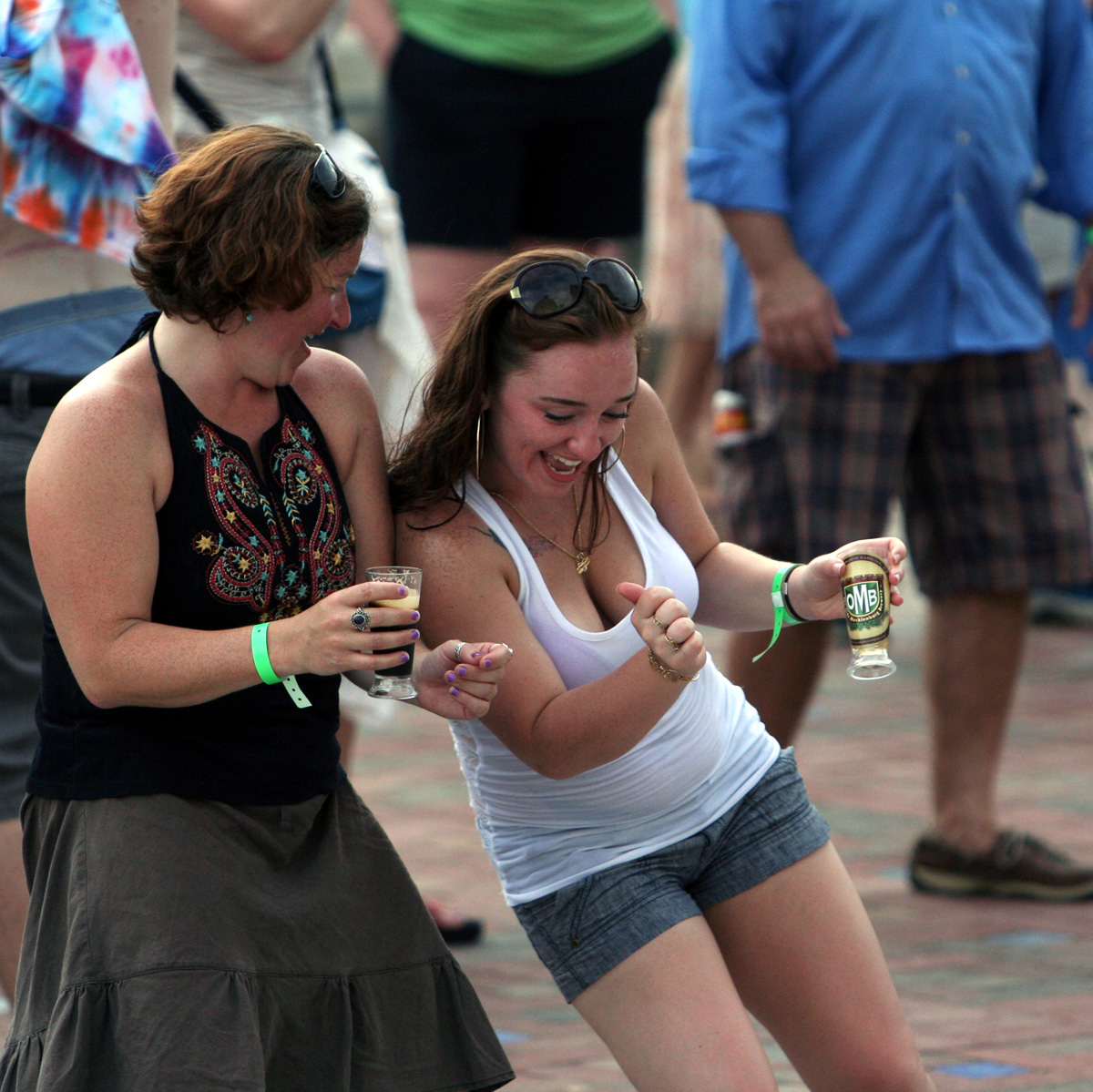
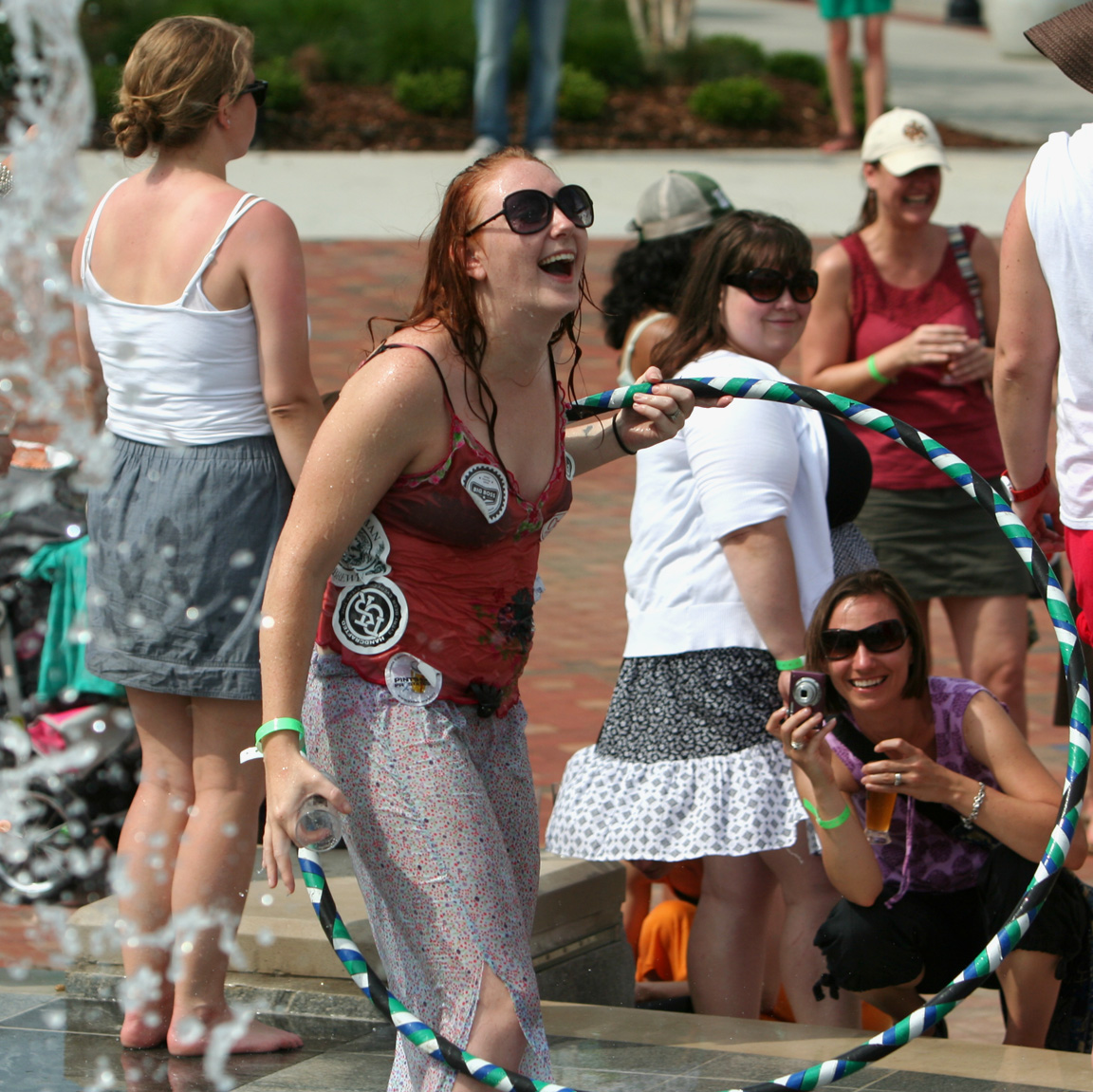
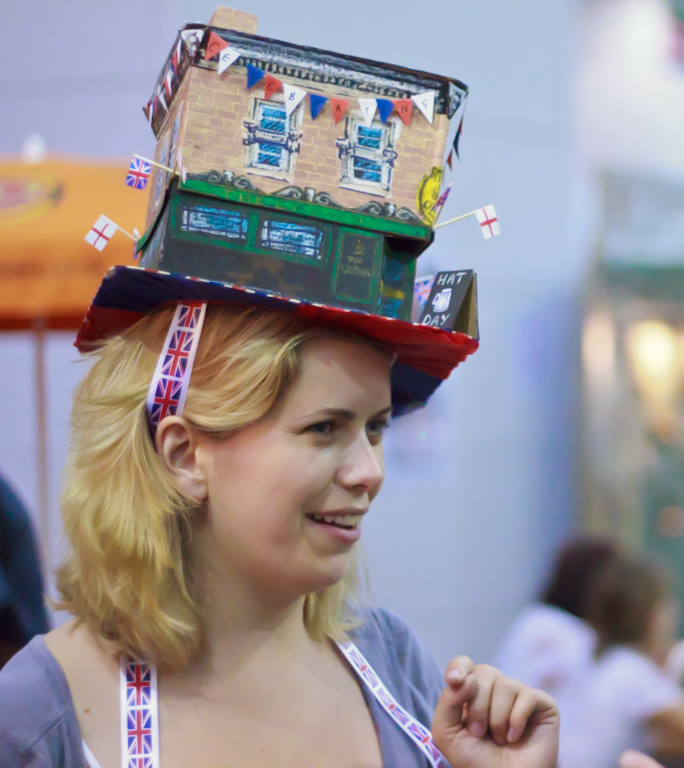
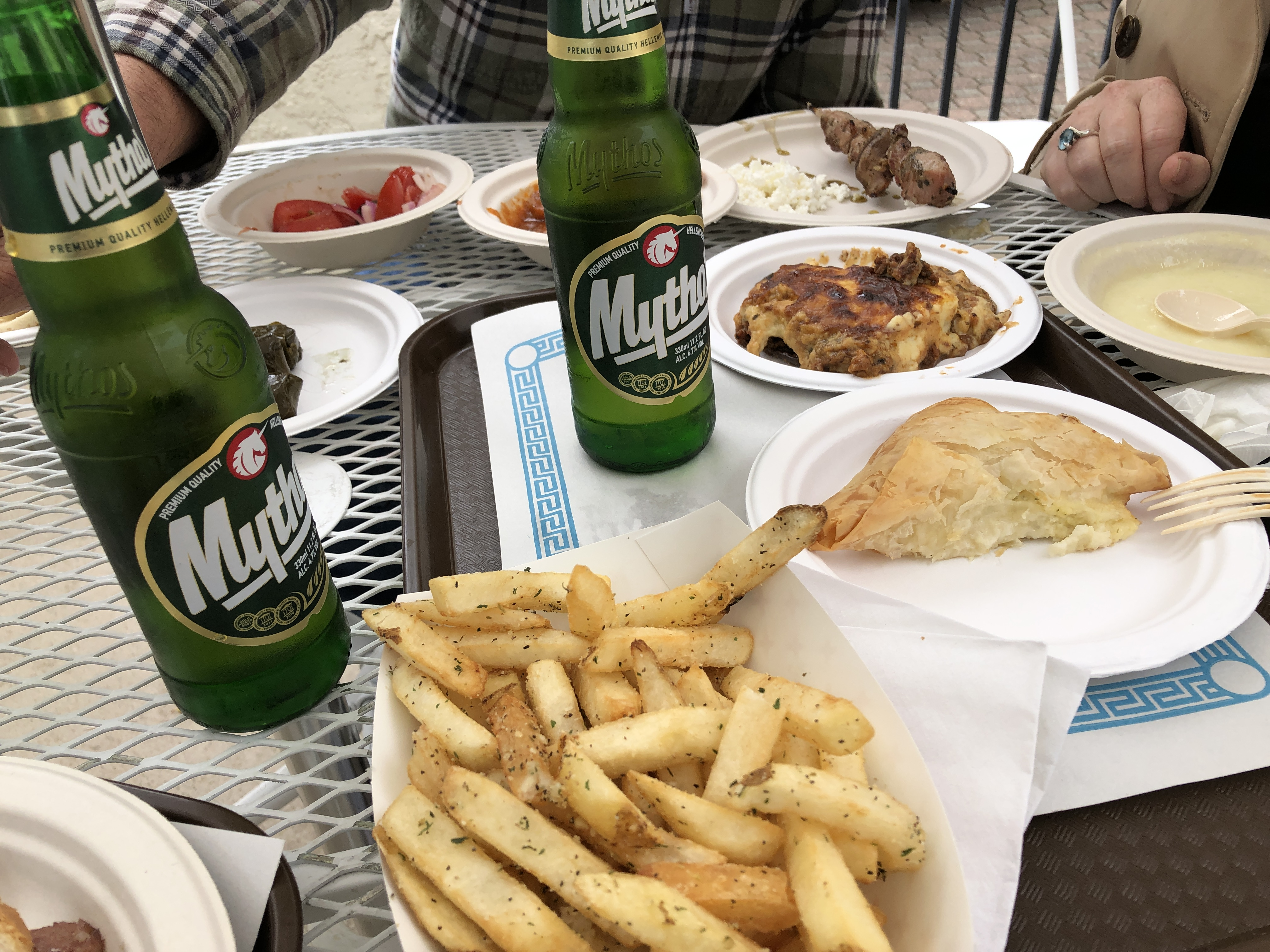
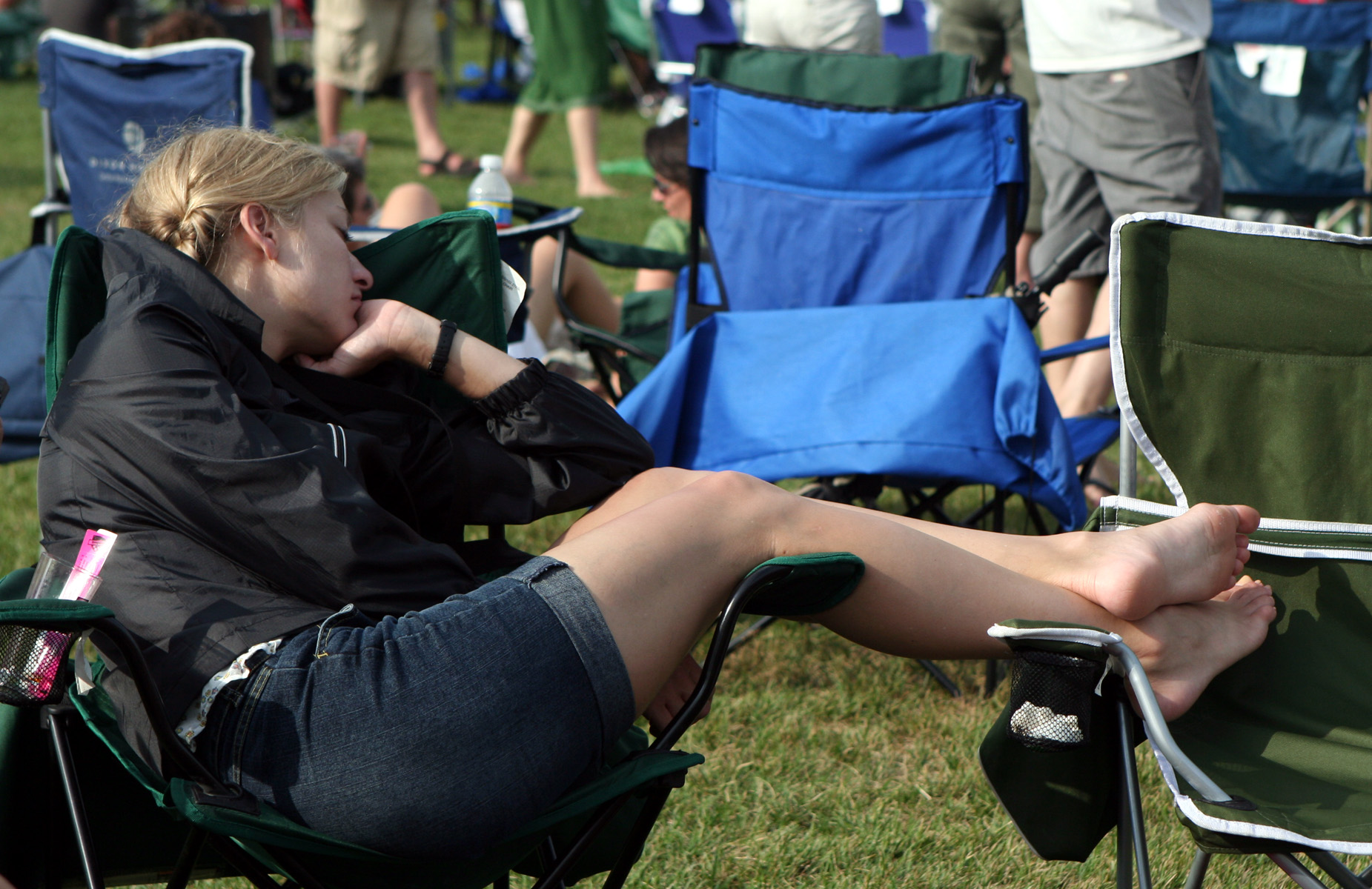